# Stigmaphyllon

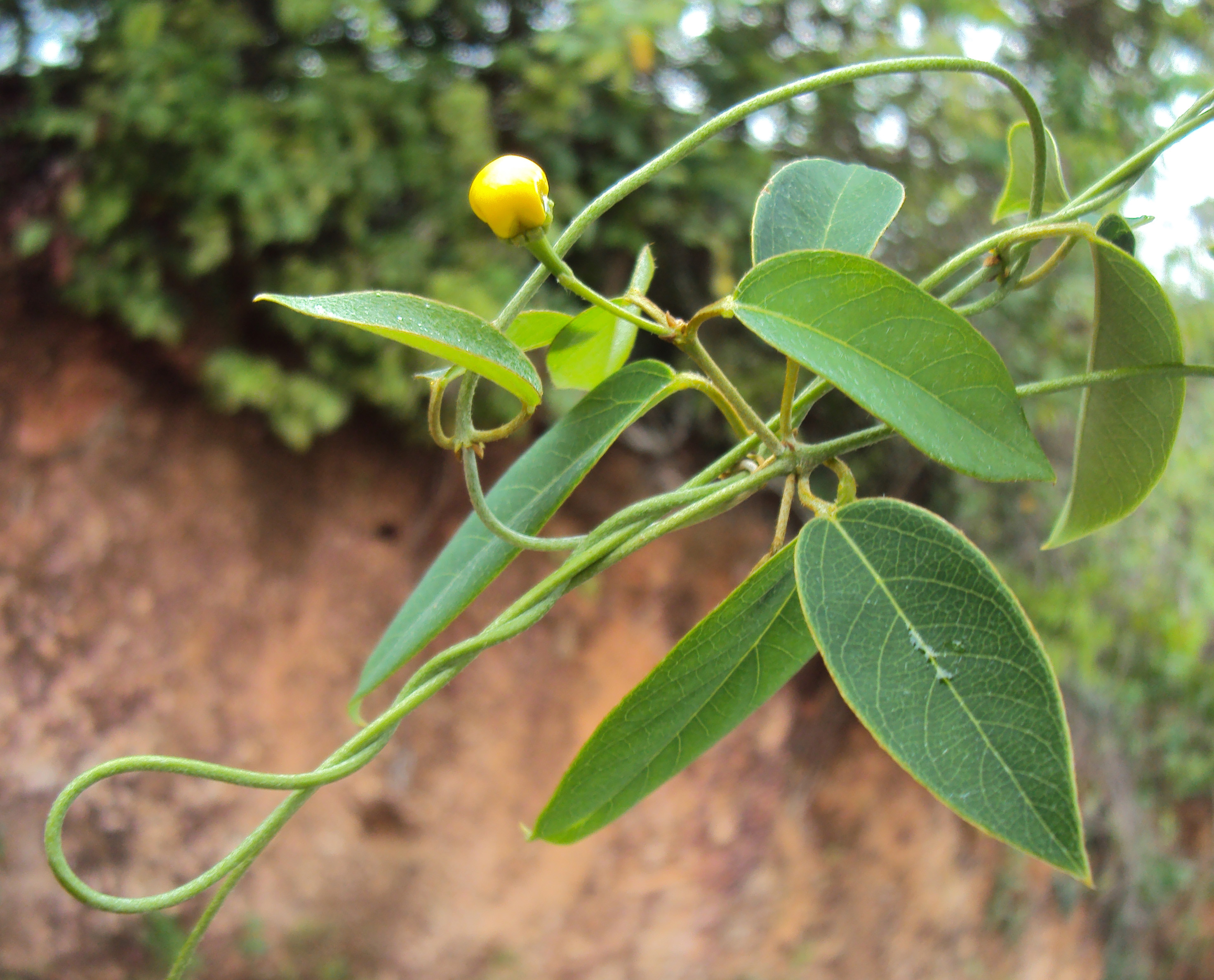
Stigmaphyllon ciliatum

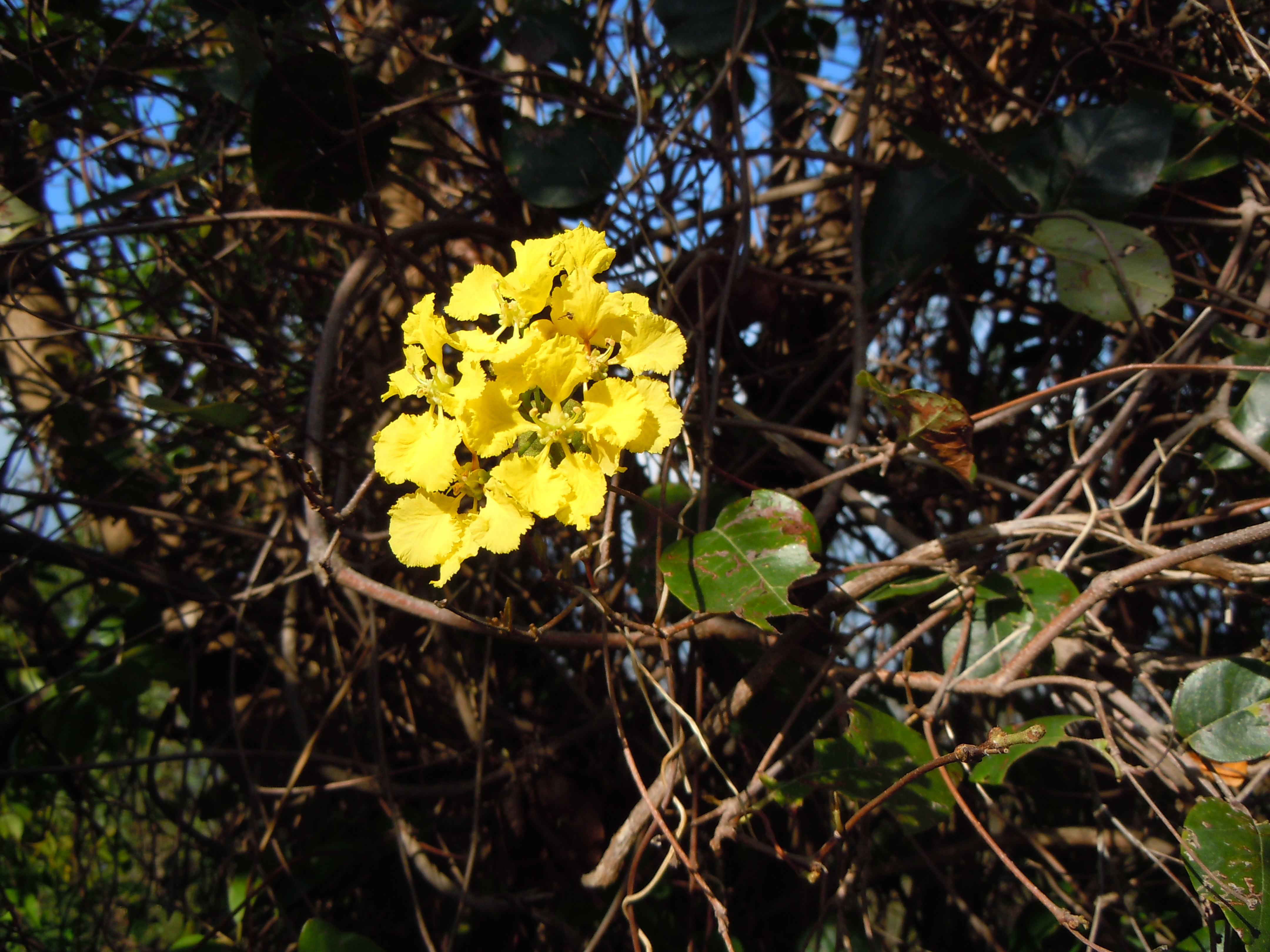
Stigmaphyllon diversifolium

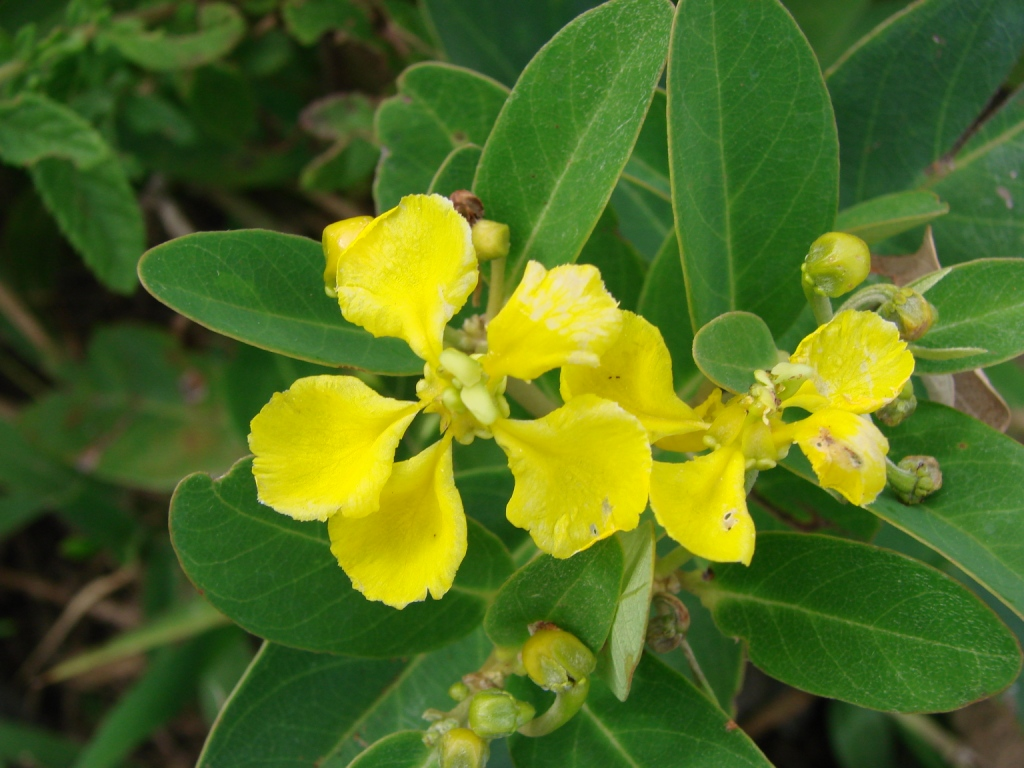
Stigmaphyllon paralias

A Stigmaphyllon a Malpighiales rendjébe és a malpighicserjefélék (Malpighiaceae) családjába tartozó nemzetség.

## Rendszerezés
A nemzetségbe az alábbi 93 faj tartozik:
- Stigmaphyllon aberrans C.E. Anderson
- Stigmaphyllon acuminatum A. Juss.
- Stigmaphyllon adenodon A.Juss.
- Stigmaphyllon adenophorum C.E. Anderson
- Stigmaphyllon affine A. Juss.
- Stigmaphyllon alternans Triana & Planch.
- Stigmaphyllon alternifolium A. Juss.
- Stigmaphyllon angulosum (L.) A. Juss.
- Stigmaphyllon angustilobum A. Juss.
- Stigmaphyllon arenicola C.E. Anderson
- Stigmaphyllon argenteum C.E. Anderson
- Stigmaphyllon auriculatum (Cav.) A.Juss. - típusfaj
- Stigmaphyllon bannisterioides (L.) C.E.Anderson
- Stigmaphyllon blanchetii C.E.Anderson
- Stigmaphyllon bogotense Triana & Planch.
- Stigmaphyllon boliviense C.E. Anderson
- Stigmaphyllon bonariense (Hook. & Arn.) C.E. Anderson
- Stigmaphyllon bradei C.E.Anderson
- Stigmaphyllon calcaratum N.E. Br.
- Stigmaphyllon carautae C.E.Anderson
- Stigmaphyllon cardiophyllum A. Juss.
- Stigmaphyllon cavernulosum C.E. Anderson
- Stigmaphyllon chiapense Lundell
- Stigmaphyllon ciliatum (Lam.) A.Juss.
- Stigmaphyllon coloratum Rusby
- Stigmaphyllon columbicum Nied.
- Stigmaphyllon convolvulifolium A. Juss.
- Stigmaphyllon cordatum Rose ex Donn.Sm.
- Stigmaphyllon crenatum C.E.Anderson
- Stigmaphyllon cuzcanum C.E. Anderson
- Stigmaphyllon dichotomum (L.) Griseb.
- Stigmaphyllon diversifolium (Kunth) A. Juss.
- Stigmaphyllon echitoides Triana & Planch.
- Stigmaphyllon ecuadorense C.E. Anderson
- Stigmaphyllon eggersii C.E. Anderson
- Stigmaphyllon ellipticum (Kunth) A.Juss.
- Stigmaphyllon emarginatum (Cav.) A. Juss.
- Stigmaphyllon finlayanum A.Juss.
- Stigmaphyllon floribundum (DC.) C.E. Anderson
- Stigmaphyllon florosum C.E. Anderson
- Stigmaphyllon gayanum A.Juss.
- Stigmaphyllon glabrum C.E.Anderson
- Stigmaphyllon goudotii C.E. Anderson
- Stigmaphyllon harleyi W.R. Anderson
- Stigmaphyllon hatschbachii C.E.Anderson
- Stigmaphyllon herbaceum Cuatrec.
- Stigmaphyllon hispidum C.E.Anderson
- Stigmaphyllon hypargyreum Triana & Planch.
- Stigmaphyllon jatrophifolium A. Juss.
- Stigmaphyllon jobertii C.E.Anderson
- Stigmaphyllon laciniatum (Ekman ex Nied.) C.E. Anderson
- Stigmaphyllon lacunosum A. Juss.
- Stigmaphyllon lalandianum A.Juss.
- Stigmaphyllon lindenianum A.Juss.
- Stigmaphyllon macedoanum C.E.Anderson
- Stigmaphyllon macropodum A. Juss.
- Stigmaphyllon matogrossense C.E.Anderson
- Stigmaphyllon maynense Huber
- Stigmaphyllon megacarpon Griseb.
- Stigmaphyllon microphyllum Griseb.
- Stigmaphyllon nudiflorum Diels
- Stigmaphyllon orientale Cuatrec.
- Stigmaphyllon palmatum (Cav.) A. Juss.
- Stigmaphyllon panamense C.E. Anderson
- Stigmaphyllon paraense C.E. Anderson
- Stigmaphyllon paralias A.Juss.
- Stigmaphyllon peruvianum Nied.
- Stigmaphyllon pseudopuberum Nied.
- Stigmaphyllon puberulum Griseb.
- Stigmaphyllon puberum (Rich.) A.Juss.
- Stigmaphyllon retusum Griseb. & Oerst.
- Stigmaphyllon romeroi Cuatrec.
- Stigmaphyllon rotundifolium A. Juss.
- Stigmaphyllon sagraeanum A. Juss.
- Stigmaphyllon saltzmannii A.Juss.
- Stigmaphyllon sarmentosum Cuatrec.
- Stigmaphyllon saxicola C.E. Anderson
- Stigmaphyllon selerianum Nied.
- Stigmaphyllon singulare C.E.Anderson
- Stigmaphyllon sinuatum (DC.) A.Juss.
- Stigmaphyllon stenophyllum C.E. Anderson
- Stigmaphyllon strigosum Poepp. ex A. Juss.
- Stigmaphyllon stylopogon C.E. Anderson
- Stigmaphyllon suffruticosum Cuatrec.
- Stigmaphyllon tarapotense C.E. Anderson
- Stigmaphyllon tergolanatum Cuatrec.
- Stigmaphyllon tomentosum A.Juss.
- Stigmaphyllon tonduzii C.E. Anderson
- Stigmaphyllon urenifolium A. Juss.
- Stigmaphyllon velutinum Triana & Planch.
- Stigmaphyllon venulosum Cuatrec.
- Stigmaphyllon vitifolium A.Juss.
- Stigmaphyllon yungasense C.E. Anderson